# Itapuí
Itapuí este un oraș în São Paulo (SP), Brazilia.